# Io che amo solo te/Vecchia balera
Io che amo solo te/Vecchia balera è un 45 giri di Sergio Endrigo, pubblicato nel 1962 dalla RCA Italiana (etichetta RCA Victor - Serie Europa).

## Descrizione
La copertina rappresenta un disegno di due uccelli.
Gli arrangiamenti delle due canzoni sono curati da Luis Enriquez, ed entrambe furono poi inserite nell'LP Sergio Endrigo.
Il singolo raggiunse la posizione numero 6 nella Hit Parade italiana nell'aprile del 1963.

### Io che amo solo te
Canzone d'amore tra le più note di Endrigo.

### Vecchia balera
La canzone descrive l'ambiente delle vecchie balere in cui Endrigo aveva iniziato la carriera.
Nel 2002 Roberto Vecchioni ne ha realizzato una cover nell'album Canzoni per te - Dedicato a Sergio Endrigo

## Tracce
- Io che amo solo te
- Vecchia balera